# Луис Галван
Луис Адолфо Галван (на испански: Luis Adolfo Galván) е бивш аржентински футболист, национал. Той е част от отбора – световен шампион през 1978 г. като централен защитник.

## Клубна кариера
По-голяма част от кариерата си Галван играе за „Талерес“, който е и първият му професионален клуб. Най-големите постижения с отбора от Кордоба са второ (1977 г.) и четвърто (1976 г. и 1978 г.) място във форма̀та Насионал и трето (1980 г.) в Метрополитано. Напуска през 1982 г. Заиграва в няколко по-малки клуба, между които другият съперник от Кордоба – „Белграно“. През 1986 г. играе в боливийския „Боливар“ (Ла Пас), но след година се завръща отново в „Талерес“. През 1987 г. напуска професионалния футбол, за да се включи в отбора на родния си град Фернандес – „Спортиво“, а две години по-късно, на 41-годишна възраст, се отказва от футбола като играч на „Талерес“ Хесус Мария.

## Национален отбор
Галван изиграва първия си мач за Аржентина през 1975 г. Безспорният връх в кариерата му идва на Световното първенство по футбол 1978 г. когато тогавашният треньор на Националния отбор по футбол на Аржентина, Сезар Луис Меноти го извиква в групата и като домакини печелят първата си световна купа. По време на турнира Галван е неизменен титуляр.
Четири години по-късно, на Световното първенство по футбол 1982 г. в Испания той отново е избран от Меноти, но тимът отпада във втората фаза. През следващата 1983 г. се отказва от националния отбор на 35-годишна възраст, след 34 мача.

## Смърт
Луис Галван умира на 5 май 2025 г. в родния си град Кордоба (Аржентина) в клиника “Рейна Фабиол”, след дълго боледуване от тежка пневмония на 77-годишна възраст.